# Particulă elementară

Modelul standard

În fizica particulelor, o particulă elementară, sau particulă fundamentală, este o particulă despre care nu se cunoaște dacă are o substructură; aceasta înseamnă că nu se știe dacă este formată din particule mai mici. Dacă o particulă elementară cu adevărat nu are nicio substructură, atunci este unul dintre unitățile de bază ale Universului, din care sunt făcute toate celelalte particule.  În modelul standard, particulele elementare sunt fermionii fundamentali (incluzând quarkurile, leptonii și antiparticulele lor) și bosonii fundamentali (incluzând bosonii intermediari și bosonul Higgs).